# Sunākstes pagasts
Sunākstes pagasts er en territorial enhed i Jaunjelgavas novads i Letland. Pagasten havde 521 indbyggere i 2010 og omfatter et areal på 109,14 kvadratkilometer. Hovedbyen i pagasten er Sunākste.

## Kendte indbyggere
- Gotthard Friedrich Stender – luthersk teolog